# Shaun Micallef
Shaun Patrick Micallef (Adelaida; 18 de julio de 1962) es un comediante, presentador, actor y escritor australiano conocido por sus numerosas participaciones como presentador.

## Biografía
Shaun es de ascendencia irlandesa y maltesa. Estudió derecho en la Universidad de Adelaide.
En 1988 se casó con Leandra, la pareja tiene tres hijos, uno de ellos se llama Gabriel Micallef.

## Carrera
Entre 1994 y 1997 interpretó a varios personajes en los programas Jimeoin y Full Frontal; en ambas series Shaun participó igual como escritor y en Frontal lo hizo también como productor.
En 1998 apareció como invitado en la serie policíaca Blue Heelers donde dio vida a Rip Vaughan.
En 2009 se unió como presentador del programa Talkin' 'Bout Your Generation el cual conduce hasta ahora. Shaun también participa como escritor de los episodios.
En 2010 apareció como invitado en la exitosa serie médica Offspring donde interpretó a Lacjlan.
En 2012 se convirtió en el productor ejecutivo y escritor del programa Shaun Micallef's Mad as Hell.
En 2013 Shaun se unió al elenco principal de la serie Mr & Mrs Murder donde interpreta a Charlie Buchanan, quien junto a su esposa Nicola Buchanan (Kat Stewart) trabajan como limpiadores de las escenas de crímenes y que después de limpiar ponen sus destrezas para resolver los crímenes.
En 2015 se unió al elenco principal de la serie The Ex PM donde dará vida al ex primer ministro Andrew Dugdale.

## Filmografía

### Series de televisión
| Año             | Serie                  | Personaje                | Notas                                            |
| --------------- | ---------------------- | ------------------------ | ------------------------------------------------ |
| 2015 - presente | The Ex PM              | Andrew Dugdale           | 12 episodios                                     |
| 2015            | Danger 5               | Kaltenbrunner / Director | 2 episodios                                      |
| 2014            | It's a Date            | Roland                   | episodio "Is It Ok To Date A Friend's Ex?"       |
| 2014            | 31 Questions           | Hombre del Agua          | episodio #3.8                                    |
| 2013            | Mr & Mrs Murder        | Charlie Buchanan         | 13 episodios                                     |
| 2011 - 2012     | Laid                   | G. Bomb                  | 5 episodios                                      |
| 2011            | Mollusks               | Easty                    | 5 episodios                                      |
| 2011            | The Bazura Project     | MK Ultra                 | 6 episodios                                      |
| 2007 - 2011     | Dogstar                | Narrador/Boombah         | 29 episodios                                     |
| 2010            | Offspring              | Lacjlan                  | episodio # 1.13                                  |
| 2003            | Welcher & Welcher      | Quentin Charles Welcher  | 8 episodios                                      |
| 2002            | Short Cuts             | Presentador              | episodio "My Funny Valentine"                    |
| 1998 - 2001     | The Micallef Program   | Varios Personajes        | 23 episodios                                     |
| 2000            | SeaChange              | Warwick Munro            | 7 episodios                                      |
| 2000            | Introducing Gary Petty | Jack Radish              | episodio "The Cubby House Club Who Did Me Wrong" |
| 1998            | Blue Heelers           | Rip Vaughan              | episodio "Stars in Their Eyes"                   |
| 1994 - 1997     | Full Frontal           | Varios Personajes        | 82 episodios                                     |
| 1994            | Jimeoin                | Varios Personajes        | 7 episodios                                      |

### Películas
| Año  | Título                            | Personaje         | Notas |
| ---- | --------------------------------- | ----------------- | --- |
| 2012 | Stuffed                           | Tom               | junto a Patrick Brammall, Nicole da Silva, Kate Jenkinson & Andy McDougall                                    |
| 2011 | The Cup                           | Lee Freedman      | junto a Stephen Curry, Jodi Gordon, Daniel MacPherson, Martin Sacks, Andrew Curry & Lewis Fitz-Gerald         |
| 2008 | Professor Pebbles                 | Profesor Pebbles  | corto - junto a James Magnus, Brendan Slattery, David Smyth & Charles 'Bud' Tingwell                          |
| 2007 | BlackJack: Ghosts                 | Ian               | junto a Colin Friels, Marta Dusseldorp, Marcus Graham, Gigi Edgley, Todd Lasance & Simon Lyndon               |
| 2007 | The King                          | Colin Bednall     | junto a Bernard Curry, Steve Bisley, Stephen Curry, Beau Brady, Roz Hammond & Jane Allsop                     |
| 2006 | Aquamarine                        | Storm Banks       | junto a Emma Roberts, Claudia Karvan, Bruce Spence, Roy Billing, Dichen Lachman & Lincoln Lewis               |
| 2005 | The Extra                         | Det. Paul Ridley  | junto a Rhys Muldoon, Abe Forsythe, Carolyn Bock & Helen Dallimore                                            |
| 2004 | Through My Eyes                   | Jack Winneke      | junto a Miranda Otto, Craig McLachlan, Peter O'Brien, Grant Bowler, Nadine Garner & Barry Otto                |
| 2004 | Herman, the Legal Labrador        | Leonard Palumbo   | corto - junto a Adam Wajnberg, Katrina Mathers, Brian Millership, Loc Huu Nghe, Santo Cilauro & Adrian Calear |
| 2003 | Bad Eggs                          | Lionel Cray       | junto a Mick Molloy, Marshall Napier, Steven Vidler, Andy McPhee & Robyn Nevin                                |
| 2003 | The Honourable Wally Norman       | Ken Oats          | junto a Kevin Harrington, Alan Cassell, Roz Hammond & Tom Budge                                               |
| 2003 | The 13th House                    | Sir               | junto a Damon Gameau, Rebecca Havey, John Scott & Nicholas Hope                                               |
| 1996 | Shaun Micallef's World Around Him | Varios Personajes | junto a Bob Franklin, Kitty Flanagan, Kim Gyngell & Glenn Butcher                                             |

### Director y escritor
| Año             | Serie/Programa/Película             | Notas                                         |
| --------------- | ----------------------------------- | --------------------------------------------- |
| 2015 - presente | The Ex PM                           | 12 episodios - escritor, productor y creador  |
| 2012 - presente | Shaun Micallef's Mad as Hell        | 76 episodios - escritor y productor ejecutivo |
| 2017            | Shaun Micallef's Stairway to Heaven | 3 episodios - co-productor                    |
| 2013            | It's a Date                         | episodio "Does Age Matter?" - escritor        |
| 2013            | Mr & Mrs Murder                     | 13 episodios - escritor y productor           |
| 2009 - 2012     | Talkin' 'Bout Your Generation       | 72 episodios - escritor                       |
| 2011            | The Moment                          | corto - escritor                              |
| 2009            | Shaun Micallef's New Year's Rave    | película - escritor y productor ejecutivo     |
| 2007 - 2008     | Newstopia                           | 30 episodios - escritor y productor           |
| 2007            | BlackJack: Ghosts                   | película - escritor y productor asociado      |
| 2006            | BlackJack: At the Gates             | película - escritor y productor asociado      |
| 2006            | BlackJack: Dead Memory              | película - escritor y productor asociado      |
| 2005            | BlackJack: Ace Point Game           | película - escritor y productor asociado      |
| 2005            | BlackJack: In the Money             | película - escritor y productor asociado      |
| 2004            | BlackJack: Sweet Science            | película - escritor y productor asociado      |
| 2003            | Micallef Tonight                    | 13 episodios - escritor                       |
| 2003            | Welcher & Welcher                   | 8 episodios - escritor y productor            |
| 2003            | BlackJack                           | película - escritor y productor asociado      |
| 1998 - 2001     | The Micallef Program                | 23 episodios - escritor y productor           |
| 2001            | 43rd Annual TV Week Logie Awards    | segmento especial - escritor                  |
| 2000            | 42nd Annual TV Week Logie Awards    | segmento especial - escritor                  |
| 1994 - 1997     | Full Frontal                        | 82 episodios - escritor y productor           |
| 1996            | Shaun Micallef's World Around Him   | escritor y productor                          |
| 1996            | The Glynn Nicholas Show             | 4 episodios - escritor                        |
| 1996            | I Was A Teenage Fascist             | obra de teatro - escritor                     |
| 1994 - 1995     | Jimeoin                             | 19 episodios - escritor                       |
| 1993            | Mystery Play                        | obra de teatro - escritor                     |
| 1989            | Tuesday Night Live: The Big Gig     | escritor                                      |
| 1989            | Kafka's Dick                        | obra de teatro - director                     |

### Narrador
| Año  | Título                      | Notas    |
| ---- | --------------------------- | -------- |
| 2016 | Dogstar: Christmas in Space | narrador |

### Apariciones
| Año             | Programa                            | Notas                                         |
| --------------- | ----------------------------------- | --------------------------------------------- |
| 2012 - presente | Shaun Micallef's Mad as Hell        | 76 episodios - presentador                    |
| 2017            | Shaun Micallef's Stairway to Heaven | 3 episodios                                   |
| 2015            | Stop Laughing... This Is Serious    | 2 episodios                                   |
| 2014            | Live on Bowen                       | episodio # 5.9 - invitado                     |
| 2014            | Dirty Laundry Live                  | episodio # 2.6                                |
| 2013            | The Project                         | episodio del 20 de febrero                    |
| 2012            | Rage                                | episodio "Shaun Micallef Guest Programs Rage" |
| 2012            | Adam Hills in Gordon St Tonight     | episodio # 2.12                               |
| 2009 - 2012     | Talkin' 'Bout Your Generation       | 72 episodios - presentador                    |
| 2007 - 2008     | Newstopia                           | 30 episodios                                  |
| 2006 - 2007     | Thank God You're Here               | 7 episodios                                   |
| 1999 - 2004     | The Panel                           | 11 episodios                                  |
| 2003            | Micallef Tonight                    | 13 episodios - presentador                    |
| 2000 - 2001     | The Big Schmooze                    | 13 episodios                                  |

### Teatro
| Año  | Obra                                                    | Personaje  | Director (a)    | Teatro            | Notas                                             |
| ---- | ------------------------------------------------------- | ---------- | --------------- | ----------------- | ------------------------------------------------- |
| 2010 | Spontaneous Broadway                                    | -          | -               | Fairfax Studio    | junto a Russell Fletcher y Colette Mann           |
| 2010 | Good Evening: The Sketches of Peter Cook & Dudley Moore | Peter Cook | -               | Comedy Theatre    | junto a Stephen Curry                             |
| 2009 | The Joy Of Text                                         | -          | Aidan Fennessy  | Lawler Studio     | junto a Heidi Arena y Tim Potter                  |
| 2009 | The Gala                                                | -          | -               | Princess Theatre  | junto a Arj Barker, Jason Byrne y Tom Gleeson     |
| 2008 | Boeing-Boeing                                           | Bernard    | Hannah Chissick | Royal Theatre     | junto a Sibylla Budd y Rachel Gordon              |
| 2007 | The Infamous Spraygeltent                               | -          | -               | Trades Hall       | junto a Christine Keogh y Glenn Manton            |
| 2005 | The Pleasure of Their Company                           | -          | Umbekke Waheely | Arts Theatre      | junto a Glynn Nicholas                            |
| 2001 | The Sign of the Seahorse                                | -          | -               | Melbourne C. Hall | junto a James Brennan, D. J. Foster y Scott Irwin |
| 1991 | The Singularity                                         | -          | -               | Little Theatre    | junto a Matthew Boyce y Juliet Nicolle            |
| 1994 | Relative Values                                         | -          | John Edmund     | Space Theatre     | junto a Andrew Brennan y Luke Comey               |
| 1991 | The Prince of Numbskulls                                | -          | Steven Gration  | -                 | junto a Nicholas Hope y Kathryn Spoul             |
| 1990 | Amadeus                                                 | -          | Peter Goers     | Odeon Theatre     | junto a Andrew Dudek y Alex Ward                  |
| 1987 | The Frogs                                               | -          | Stephen Horan   | -                 | junto a Bunny Debelle & Steve Jackson             |
| 1982 | Cheap Mucky Trash                                       | -          | -               | Little Theatre    | -                                                 |
| 1981 | Barristar Galáctica / Radio Galáctica                   | -          | -               | Little Theatre    | junto a Charles Abbott & Stuart Wright            |

## Premios y nominaciones
| Año  | Categoría                                                                        | Premio                  | Serie/Programa                       | Resultado |
| ---- | -------------------------------------------------------------------------------- | ----------------------- | ------------------------------------ | --------- |
| 2014 | Best Performance in a Television Comedy                                          | AACTA Award             | Shaun Micallef’s Mad as Hell         | Ganó      |
| 2014 | Best Television Comedy or Light Entertainment Series (junto a Peter Beck)        | AACTA Award             | Shaun Micallef’s Mad as Hell         | Nominados |
| 2011 | Presentador más popular                                                          | Silver Logie Award      | Talkin' 'Bout Your Generation        | Nominado  |
| 2010 | Espectacular éxito en oficio en pantalla de televisión                           | AFI Award               | Talkin' 'Bout Your Generation        | Ganó      |
| 2010 | Actor de comedia                                                                 | Silver Logie Award      | Talkin' 'Bout Your Generation        | Ganó      |
| 2010 | Actor de comedia                                                                 | Gold Logie Award        | Talkin' 'Bout Your Generation        | Nominado  |
| 2003 | Mejor serie de entretenimiento ligero (junto a Todd Abbott & Margaret Bashfield) | AFI Award               | Micallef Tonight                     | Nominado  |
| 2003 | Espectacular interpretación cómica en la televisión australiana                  | Australian Comedy Award | Welcher & Welcher & Micallef Tonight | Nominado  |